# Нефи
Нефи (также встречается вариант Неф’и, псевдоним, имя при рождении Омер, 1572, Хасанкале — 27 января 1635, Константинополь) — османский поэт, представитель классического направления.

## Биография
Отцом Нефи был Мехмет Бей, дедом Мирза Али Паша. Будучи выходцем из богатой семьи, получил хорошее образование. Знал арабский и фарси. Первые стихи написал ещё в детстве. Псевдоним Нефи взял по совету поэта Гелиболу Али.
Служил чиновником при дворе османских султанов Ахмеда I, Мустафы I, Османа II и Мурада IV. Также писал стихи для султанов и визирей. Впрочем, не для всех, известно, что Нефи ничего не писал для Мустафы I. Был известен своими панегириками и сатирическими стихами. Острая сатира Нефи у многих вызывала негативную реакцию. В 1635 году Байрам-паша, один из чиновников, который стал объектом сатиры, добился казни Нефи. 27 января 1635 года поэт был повешен, его тело после казни было брошено в море